# Terramare
Le terramare erano villaggi dell'età del bronzo media e recente (dal 1650-1150 a.C.) appartenenti a una civiltà sviluppatasi nelle aree di pianura dell'Emilia e nelle zone meridionali delle province di Cremona, Mantova e Verona.

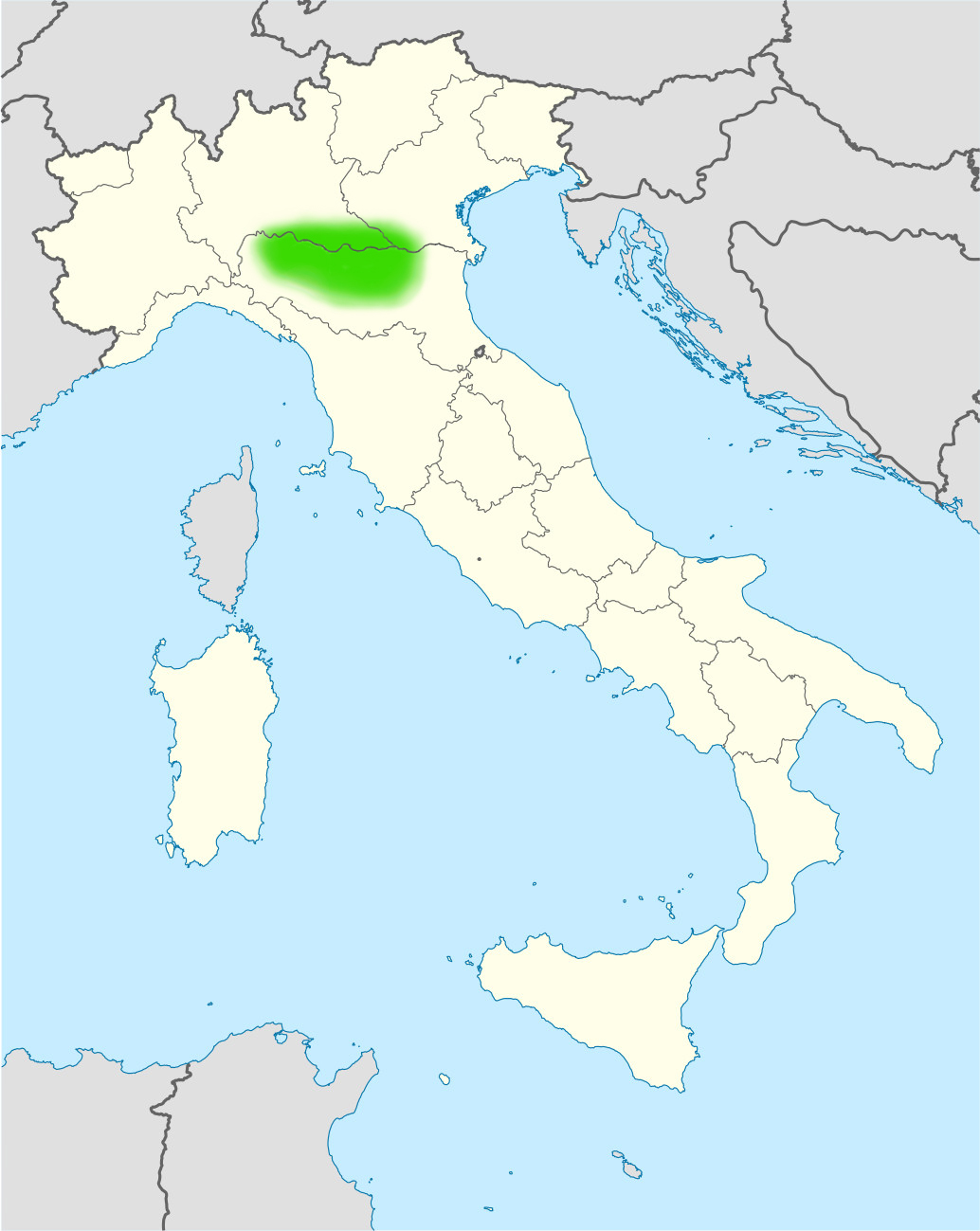
L'area di massima diffusione delle Terramare è evidenziata in verde

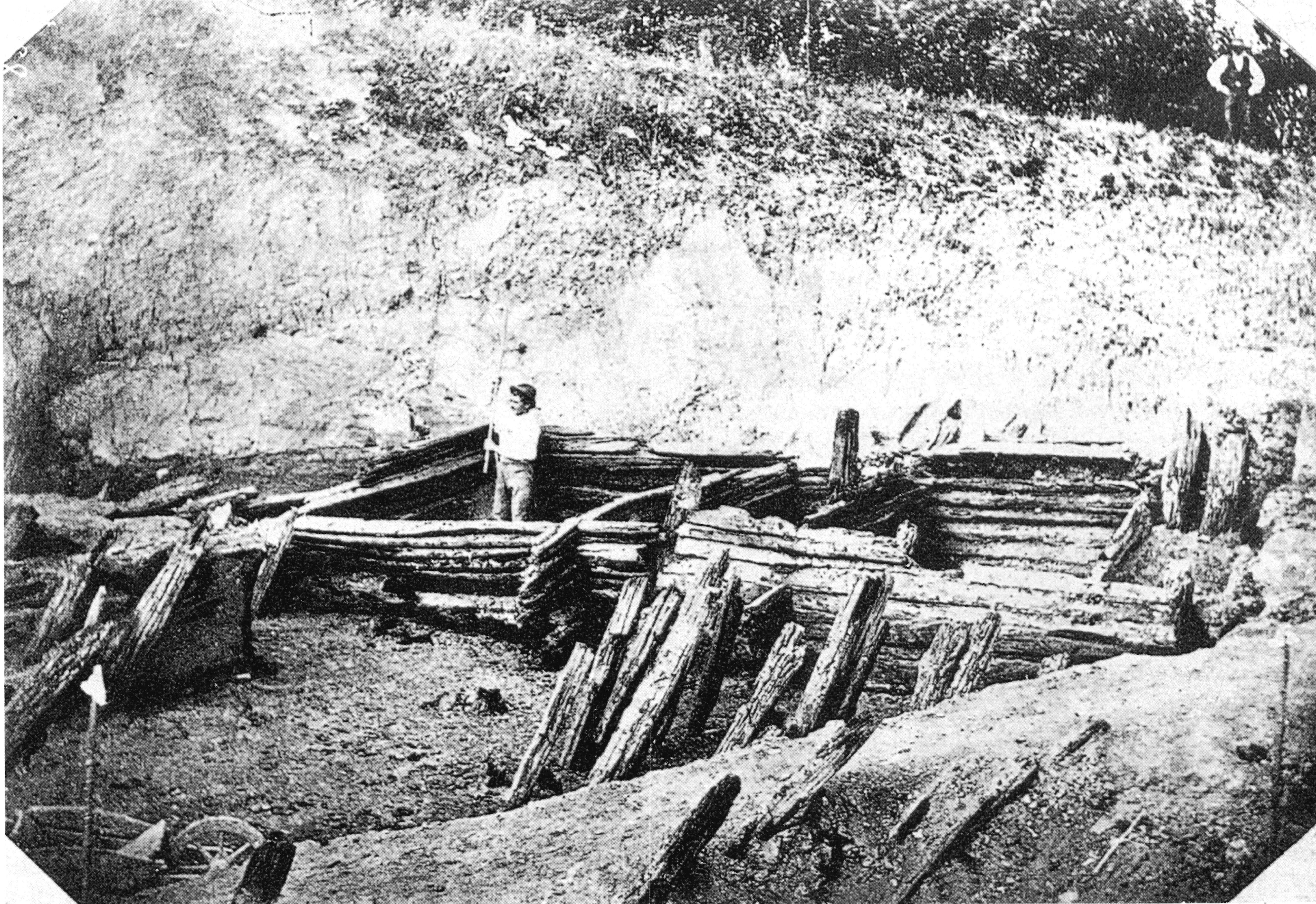
Terramara di Castione Marchesi (Parma): i gabbioni lignei messi in luce negli scavi del 1877 da Pigorini

## Etimologia
Il nome terramara deriva da terra marna, termine utilizzato dagli agronomi del XIX secolo per designare il terriccio fertilizzante che si ricavava dai depositi archeologici pluristratificati risalenti all’età del Bronzo.
Questi depositi, prodottisi nell’età del bronzo durante la vita dei villaggi con il progressivo sovrapporsi dei resti delle abitazioni, formavano delle collinette, alte fino a 4/5 metri, che costituivano ancora nel XIX secolo un tratto caratteristico del paesaggio padano. Nel corso dell'Ottocento queste collinette furono per la maggior parte distrutte dall'attività di cava volta al recupero del terriccio, che veniva venduto come concime destinato prevalentemente allo spargimento sui prati stabili, dai quali si ricavava il foraggio. Il termine terramara ha quindi un’origine agronomica, ma successivamente esso restò in uso nella letteratura archeologica ad indicare, fino ad oggi, i villaggi dell'età del bronzo dell’area emiliana.

## Primi scavi e storia degli studi

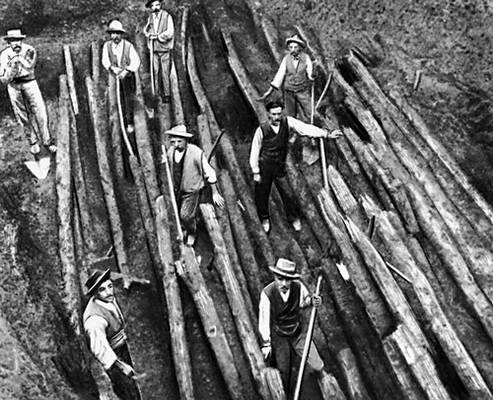
Scavi della terramara di Parma alla fine del XIX secolo

Lo sfruttamento a fini commerciali delle cave di terra marna, iniziato dalla fine del Settecento e proseguito durante tutto il corso dell’Ottocento, aveva portato alla luce ingenti quantità di reperti risalenti all’età del bronzo, che avevano destato soprattutto a partire dalla metà del XIX secolo un grande interesse negli studiosi di antichità. La tradizione archeologica dominante nella prima metà dell’Ottocento riconosceva nelle Terramare siti utilizzati per roghi funerari o riti sepolcrali dai Galli o dai Romani. A partire dalla metà del XIX secolo, sull’onda degli studi effettuati sulle palafitte preistoriche dei laghi svizzeri da Ferdinand Keller, iniziarono le prime pionieristiche indagini sui villaggi costruiti su palafitte nei laghi dell’Italia settentrionale, dovute soprattutto al geologo e archeologo torinese Bartolomeo Gastaldi.
Fu però in Emilia, dove molte terramare erano in corso di sbancamento per fini agricoli, che gli studi sugli insediamenti preistorici trovarono maggiori possibilità di sviluppo. Nella provincia di Parma Pellegrino Strobel e Luigi Pigorini condussero importanti ricerche, tra le altre sulla Terramara di Castione Marchesi. Sui siti del territorio di Reggio Emilia si concentrò l’attività di Gaetano Chierici, che nel 1862 raccolse i reperti nel Gabinetto di Antichità Patrie, poi denominato Museo di Storia Patria nel 1870. A Modena Giovanni Canestrini, primo traduttore in Italia dell'Origine delle Specie di Charles Darwin, e in seguito Carlo Boni si occuparono delle terramare modenesi. Canestrini eseguì a partire dal 1863 ricerche sulle terramare finanziate dal Comune di Modena, grazie alle quali poté raccogliere una consistente quantità di reperti dell’età del bronzo che costituì il primo nucleo del Museo civico di Modena, fondato nel 1871 da Carlo Boni, che si distinse anche negli scavi della Terramara di Montale.
Il 1871 fu un anno di svolta per gli studi sulla preistoria, perché il Congresso Internazionale di Antropologia e Archeologia preistoriche, tenuto in quell’anno a Bologna, sancì ufficialmente anche in Italia il riconoscimento di questa nuova disciplina e diede fondamento scientifico alla teoria tutt’oggi accettata delle terramare come resti di abitazioni risalenti all’età del bronzo. In quegli stessi anni fu definito il modello paradigmatico delle terramare: abitati di forma generalmente quadrangolare, perimetrati da un fossato e da un terrapieno o argine, con all’interno abitazioni costruite su piattaforme lignee, organizzate secondo un modulo planimetrico ortogonale.
Gli studi sulle Terramare proseguirono intensamente fino alla fine dell’Ottocento, per poi subire una battuta di arresto nel corso della prima metà del Novecento. Dalla fine degli anni Settanta del Novecento ad oggi gli studi sulle Terramare sono ripresi con nuovo vigore, portando un notevolissimo ampliamento delle nostre conoscenze.

## Esordi e sviluppo delle Terramare

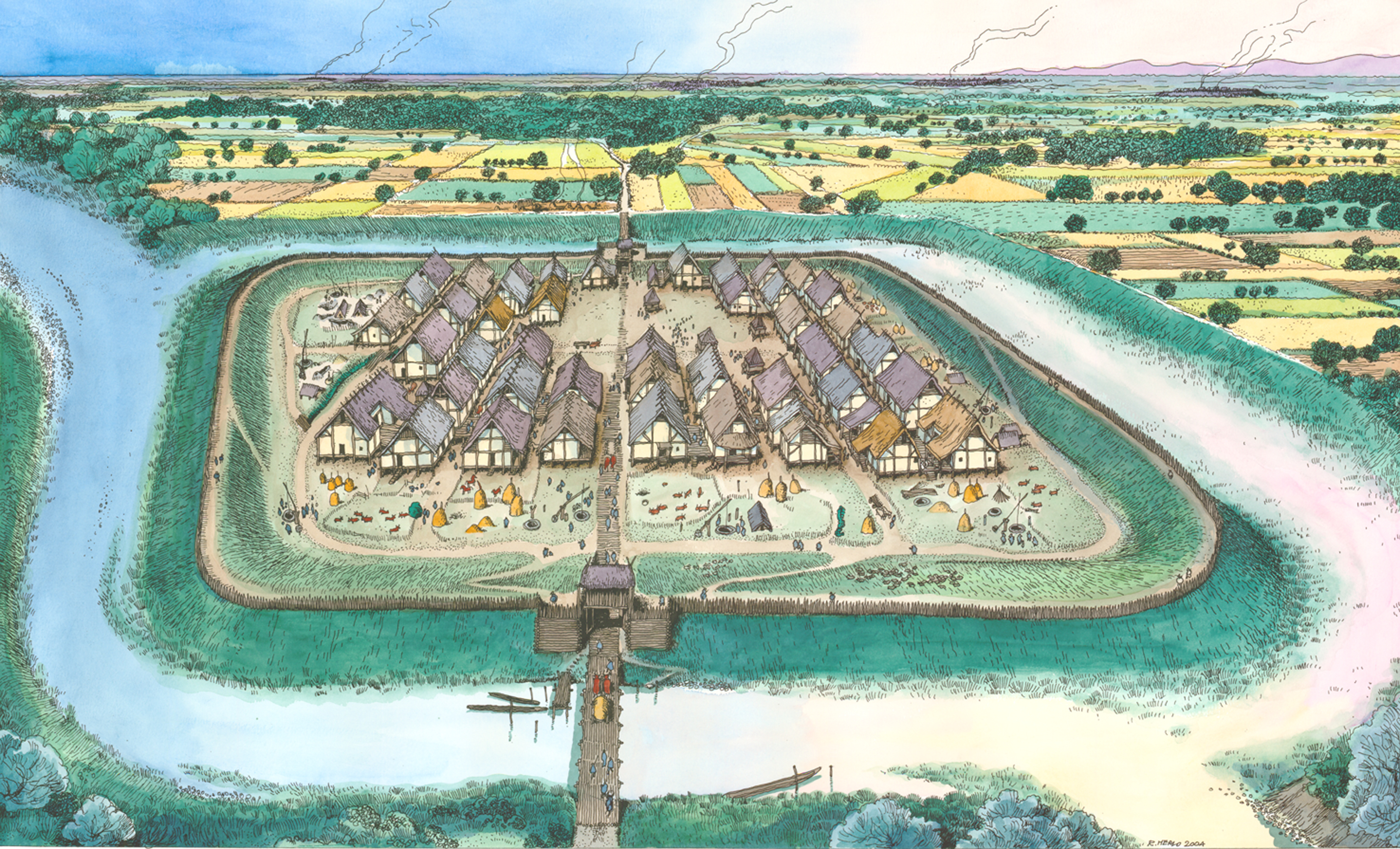
Ricostruzione grafica della Terramara di Montale (disegno di Riccardo Merlo)

Lo sviluppo delle Terramare in pianura padana è un processo che si può far risalire tra la fine dell’antica età del bronzo e una fase evoluta del Bronzo medio 1 (circa 1700-1600 a.C.), periodo durante il quale compaiono i primi abitati definibili come terramare, cioè dotati di strutture perimetrali quali fossato e argine. In questo momento sembrano convergere verso la pianura padana centrale diverse componenti “culturali”, dall’area palafitticola settentrionale (cultura di Polada), dall’ambito peninsulare (facies di Grotta Nuova), dall’area occidentale (Piemonte meridionale, Pavese, Liguria), e forse anche dall’area danubiana. Il motivo principale che determinò questa progressiva colonizzazione della pianura, precedentemente scarsamente abitata e occupata da una estesa foresta planiziaria, fu un generalizzato aumento demografico e probabilmente un’oscillazione delle condizioni climatiche verso un clima più fresco ed umido (oscillazione climatica di Löbben).
Con il Bronzo medio 2 (circa 1550-1450 a.C.) l’occupazione del territorio si consolida; questo periodo è caratterizzato da un netto aumento del numero di insediamenti, di dimensioni solitamente comprese entro i due ettari, che coprono fittamente il territorio con un’organizzazione di tipo policentrico, senza apparenti gerarchie che permettano di individuare degli abitati egemoni rispetto ad altri.
La tecnica costruttiva sia delle strutture perimetrali dei villaggi che delle abitazioni al loro interno diventa omogenea in quasi tutti gli abitati. Questi ultimi, come già proposto dagli studiosi ottocenteschi, erano di forma generalmente quadrangolare, delimitati da un fossato, nel quale scorreva acqua derivata da un vicino fiume o canale, e da un terrapieno sostenuto da palizzate o da grandi gabbioni di legno. Gli scavi archeologici del XIX secolo e quelli più recenti hanno dimostrato che internamente i villaggi avevano di solito un'organizzazione molto regolare, con case allineate secondo uno schema ortogonale determinato dall'incrocio delle strade. Le abitazioni erano frequentemente costruite su impalcati in legno che, a differenza delle palafitte, sorgevano su terreno asciutto.

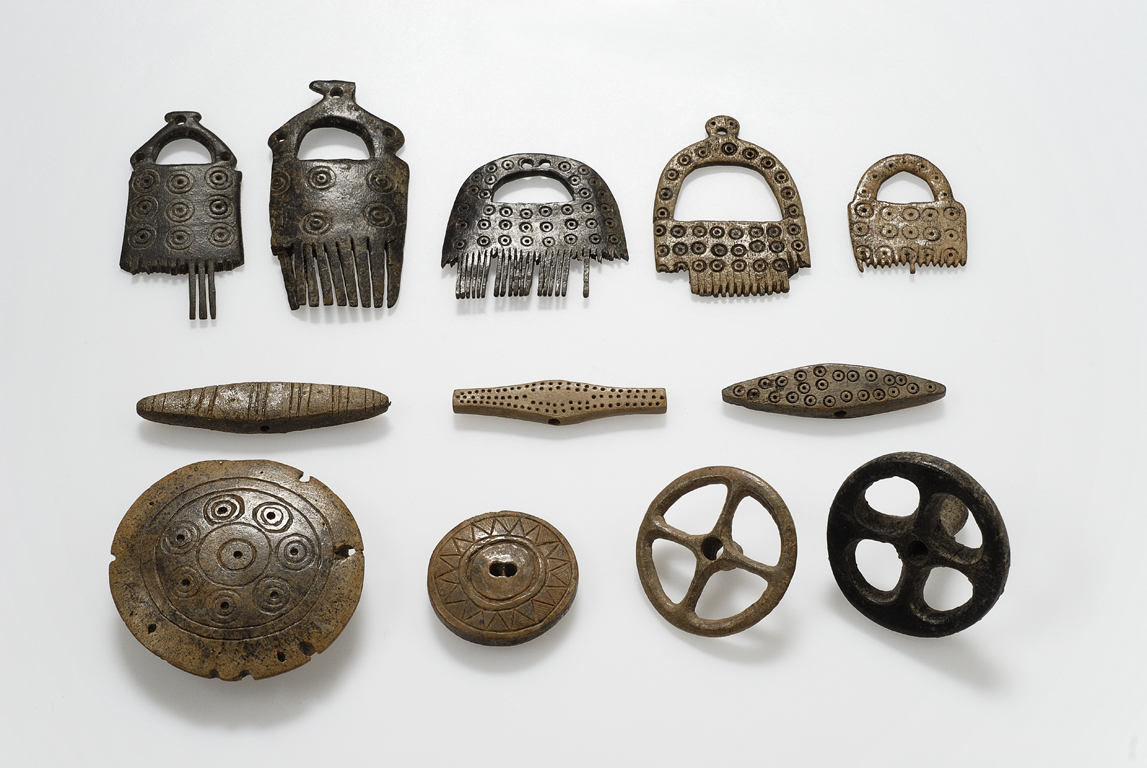
Oggetti e ornamenti in corno di cervo dalla Terramara di Montale, Museo Civico di Modena

A partire dal Bronzo medio 3 (circa 1450-1325 a.C.) si assiste ad una riorganizzazione del territorio e dei rapporti tra gli abitati, che riflette un nuovo assetto politico. Alcune terramare cominciano ad essere abbandonate e contestualmente altre si ingrandiscono considerevolmente. Questo fenomeno è evidente soprattutto nel momento più avanzato del Bronzo medio 3 e nel Bronzo recente 1. In queste due ultime fasi cronologiche si registra quindi una vera e propria ristrutturazione politico-territoriale tendente a una più razionale occupazione del territorio, in cui gli abitati più grandi e popolosi (fino ad oltre 1 000 abitanti), possono raggiungere l’estensione di quasi 20 ettari con strutture perimetrali e infrastrutture territoriali (argine, fossato, estese reti di canali esterni per irrigare i campi coltivati, strade) di dimensioni notevoli e particolarmente complesse. Queste terramare maggiori controllano politicamente territori comprendenti altri insediamenti di dimensioni più piccole, probabilmente in posizione subalterna. Questa fase corrisponde all’apogeo dello sviluppo economico delle terramare, in cui le attività artigianali (lavorazione del corno di cervo, dei tessuti, del metallo) si accompagnano allo sviluppo dei traffici anche a lunga distanza.

## La fine delle Terramare
Con il passaggio al Bronzo recente 2 (fine XIII – metà XII sec. a.C.) il mondo terramaricolo entra in crisi fino a giungere, negli anni attorno al 1150 a.C., a un vero e proprio collasso che porta allo spopolamento della pianura emiliana e di buona parte del territorio terramaricolo a nord del Po.
Le motivazioni della crisi si possono ricondurre a un insieme di fattori. In presenza di una forte pressione demografica come quella che ha caratterizzato le terramare, che raggiunge nel suo apogeo la probabile consistenza di almeno 200 000 abitanti, insieme ad un intenso sfruttamento dei suoli durato vari secoli, una crisi climatica in senso più arido, anche di breve durata, attestata da vari indicatori quali le evidenze archeobotaniche e l’abbassamento delle falde acquifere, può aver determinato gravi conseguenze sul piano alimentare.

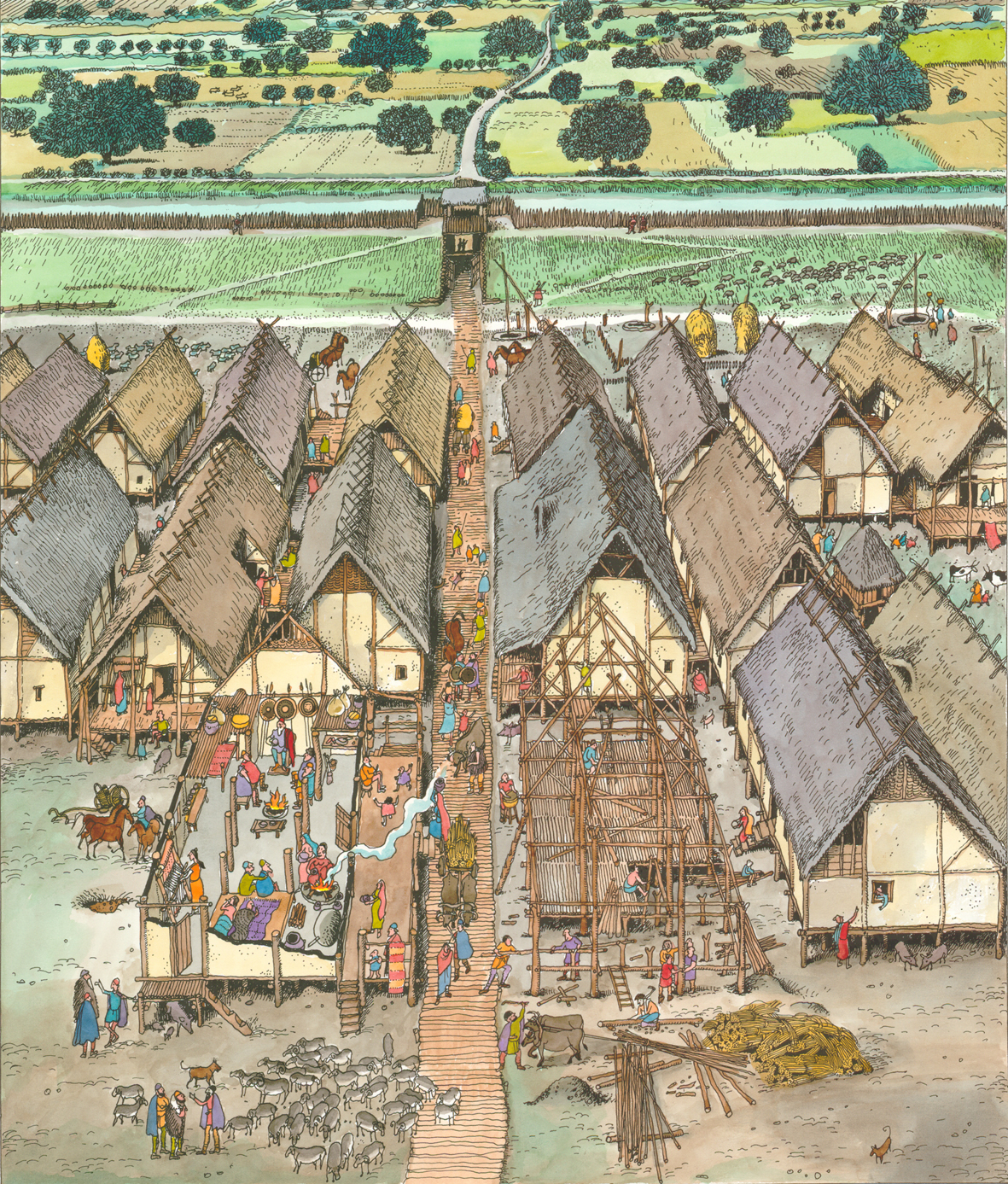
Ricostruzione grafica di una porzione della Terramara di Montale (Modena), disegno di Riccardo Merlo

La crisi economica può avere innescato ulteriori problematicità, quali ad esempio crisi epidemiche, ma anche una maggiore instabilità politica e un aumento della conflittualità, come sembra ipotizzabile considerando il decremento dei villaggi e la sopravvivenza più lunga di quelli con maggiori difese perimetrali. Il sistema sociale e politico delle terramare, nonostante si trasformi nel tempo, rimane sostanzialmente un modello comunitario, in cui le élite, che pure sono presenti, sono fortemente integrate all’interno della società e mantengono il controllo attraverso un sistema inclusivo e poco gerarchizzato. Un modello di società che basa la sua sopravvivenza sulla condivisione dei beni e dei mezzi di produzione, sulla costruzione e sul mantenimento di dispendiose infrastrutture comunitarie come terrapieni, fossati, canali di irrigazione e magazzini comuni può non essere sopravvissuto ad una sopravvenuta difficoltà produttiva, determinando l’implosione del sistema economico e sociopolitico che per quasi cinque secoli aveva garantito stabilità e benessere.
La fine delle terramare rappresenta ancora un problema aperto, così come il destino della popolazione. Recenti studi hanno proposto che a seguito della crisi e del collasso del sistema terramaricolo si sia prodotta una diaspora, perdurata verosimilmente per alcuni decenni, che avrebbe spinto piccoli gruppi di abitanti verso nuovi territori. In tal senso non mancano evidenze archeologiche che potrebbero confermare tale ipotesi, in particolare lungo la fascia adriatica ma anche in Campania.

## Tecniche edilizie

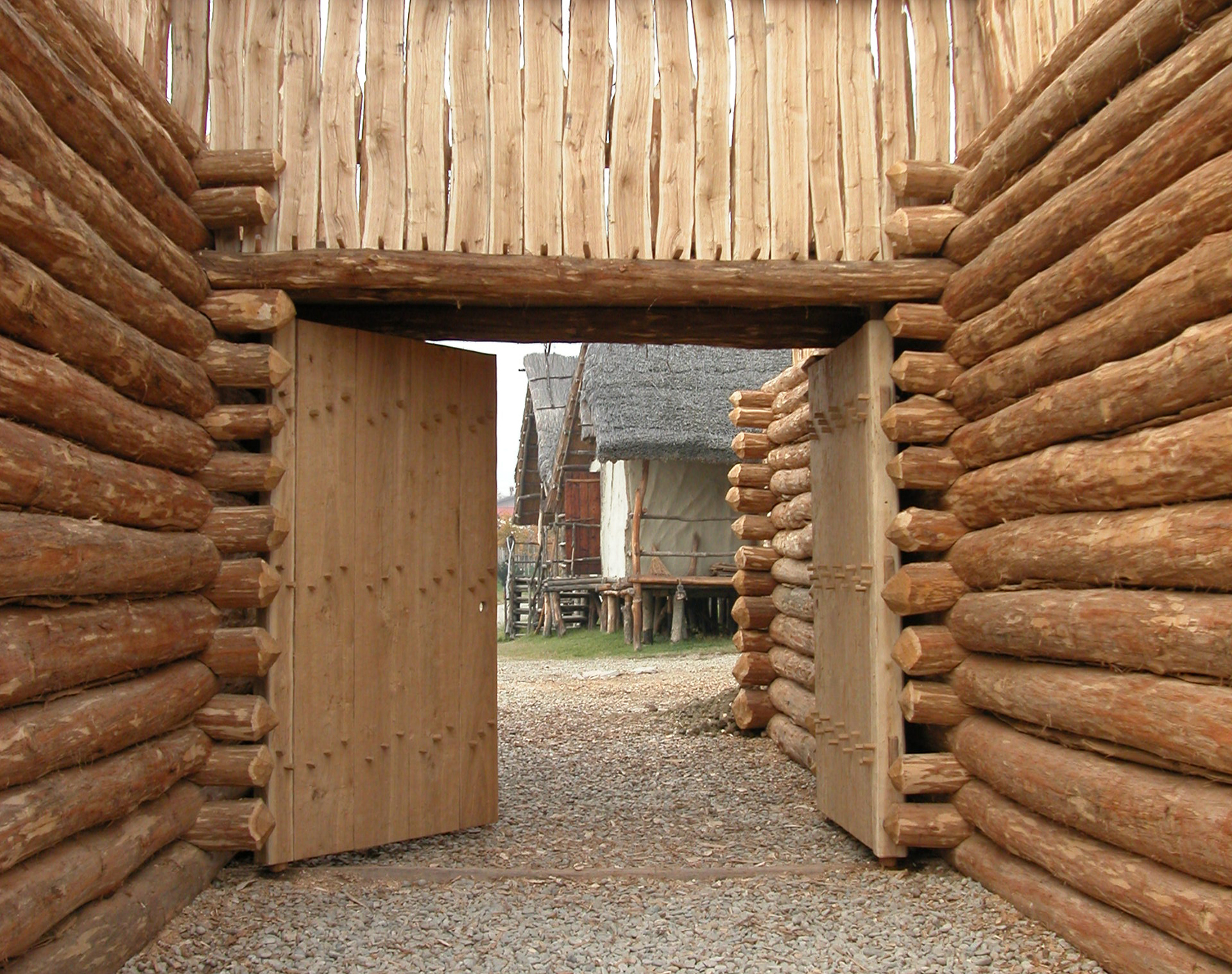
Portone monumentale d'ingresso al Parco della Terramara di Montale

I villaggi terramaricoli erano difesi da possenti fortificazioni che consistevano in un largo fossato esterno, entro il quale veniva incanalato un vicino corso d’acqua, e in un possente terrapieno, irrobustito da “gabbioni” in legno e sormontato spesso da una palizzata anch’essa in legno. Le porte di accesso al villaggio erano probabilmente munite di torri di difesa, sempre in legno.
Le abitazioni all’interno dei villaggi seguivano uno schema regolare ed erano intervallate da strade più o meno larghe a seconda dell’importanza. Le strutture portanti delle case erano realizzate in legno di quercia, mentre le pareti venivano costruite con un’orditura di paletti verticali che sostenevano intrecci di rametti di frassino o nocciolo, poi ricoperti da un intonaco contenente limo e secondariamente sabbia, con l’aggiunta di limitate quantità di sterco animale. La pavimentazione era in terra battuta e poggiava su un impalcato di legno, mentre il tetto era probabilmente realizzato mediante la sovrapposizione di canne palustri.

## Necropoli

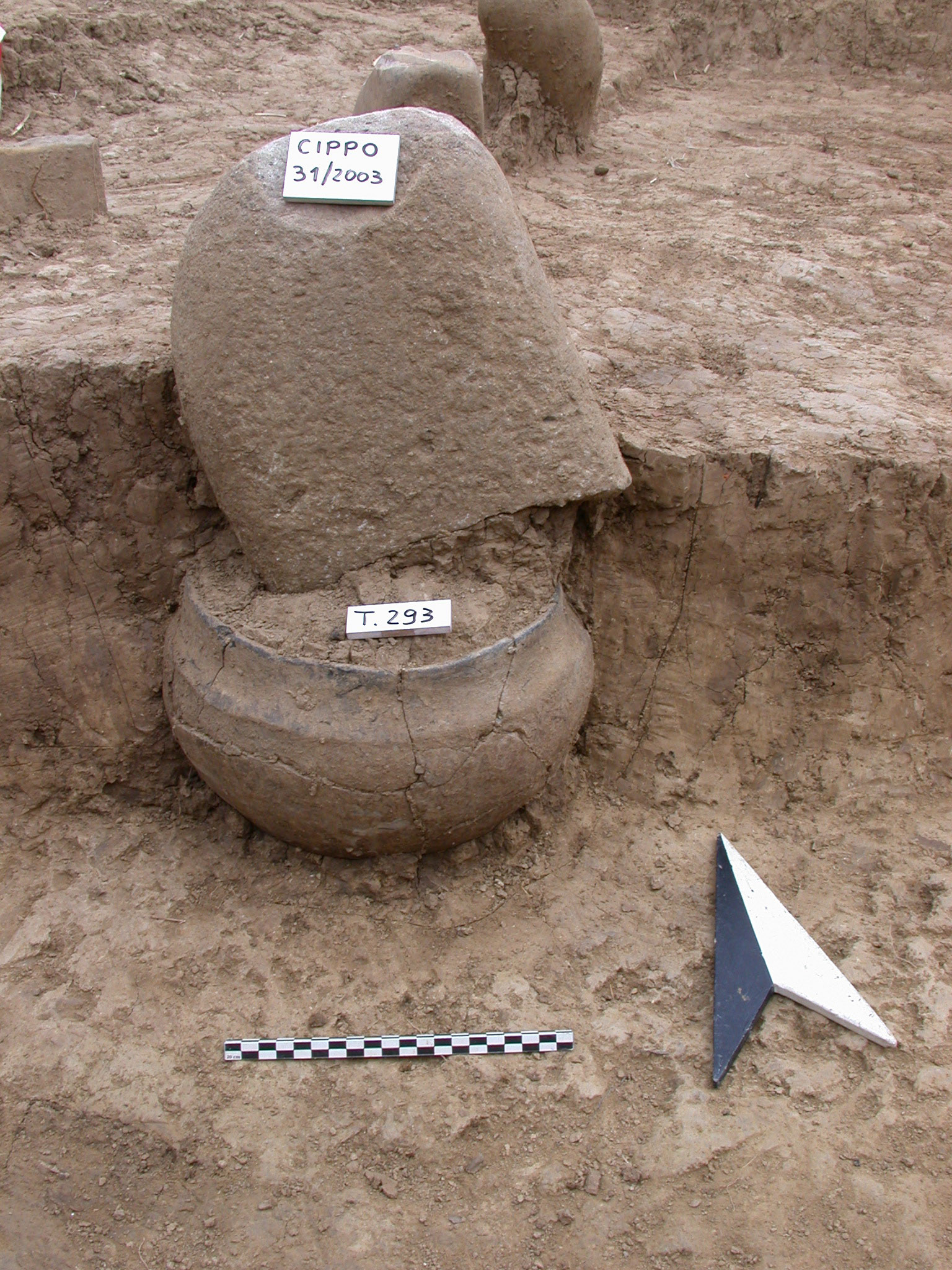
Urna cineraria della necropoli di Casinalbo (Modena) in fase di scavo

Le necropoli delle terramare presentano differenze nel rituale funerario. In Emilia e nell’area a Ovest del fiume Mincio si trovano necropoli a cremazione fin dalla media età del bronzo. Ad Est del Mincio invece le necropoli sono inizialmente ad inumazione, poi a partire dal Bronzo medio 3 e durante la fase più antica del Bronzo recente sono attestati entrambi i rituali. A partire da questa ultima fase e in particolare nel suo momento più avanzato prevale o è esclusiva la cremazione.
Le necropoli erano di solito poste fra 200 e 400 metri di distanza dall’abitato, generalmente verso monte. La necropoli delle terramare emiliane più sistematicamente scavata e studiata è quella della Terramara di Casinalbo, che può essere presa ad esempio per le necropoli delle terramare a sud del Po.
A Nord del Po si possono ricordare le necropoli di Olmo di Nogara, di Franzine e di Scalvinetto (Verona), che possono essere considerate birituali in quanto sono presenti sia tombe ad inumazione che a cremazione.

## Società

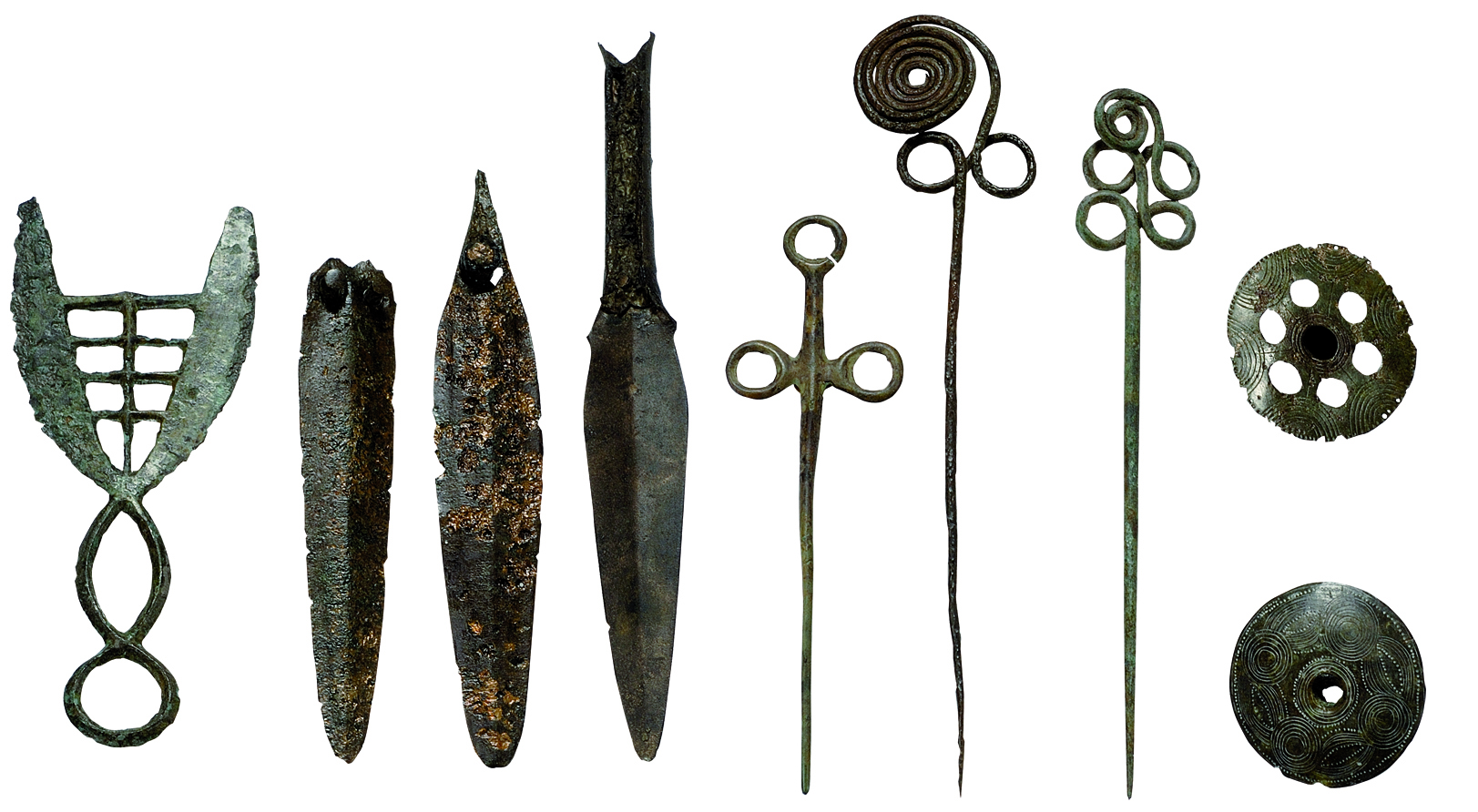
Oggetti in bronzo (rasoio, pugnali, spilloni e teste di spilloni) dalla Terramara di Montale, Museo Civico di Modena

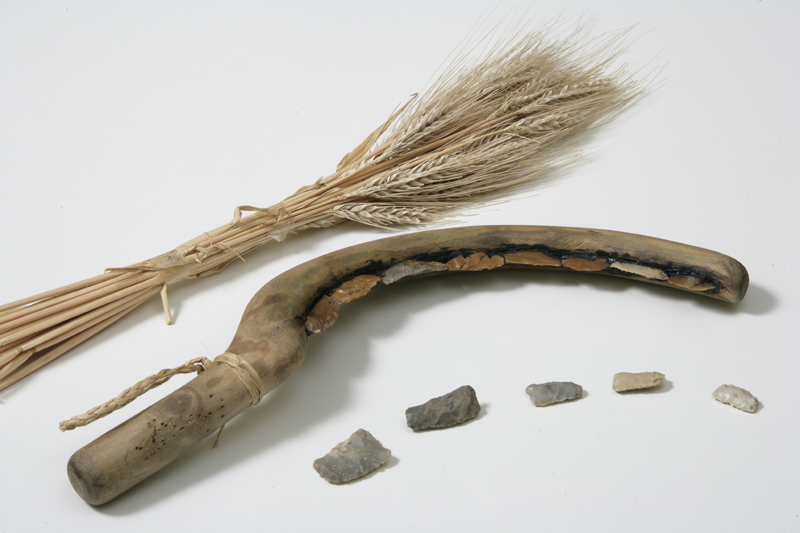
Ricostruzione di falcetto con struttura in legno ed elementi in selce fissati con pece, Museo Civico Archeologico di Castelleone

Nella società delle terramare, quale emerge dallo studio degli abitati e delle necropoli, sembra essere fondamentale la componente comunitaria, che risulta avere una importanza maggiore rispetto a quella parentelare, cioè fondata prevalentemente sui legami famigliari. 
L’organizzazione comunitaria dei villaggi permetteva di organizzare l’abitato e il territorio con infrastrutture di notevole impegno, quali fossati, terrapieni, canali e strade, realizzati attraverso il lavoro collettivo indirizzato dalle élite dominanti. Nel mondo delle terramare all’apice dell’organizzazione sociale si collocavano i guerrieri, il cui status era definito dalla spada, portata da un numero ristretto di maschi adulti; il ruolo eminente dei maschi guerrieri si estendeva presumibilmente anche alle loro consorti e alla loro famiglia, come indicano alcuni corredi funerari femminili e di infanti o adolescenti di rilievo rispetto agli altri.
La presenza di artigiani specialisti nella lavorazione del bronzo che producevano armi, ornamenti e utensili da lavoro era funzionale a questo modello di società di tipo comunitario, sostenuto da un’economia primaria basata sull’agricoltura e sull’allevamento.

## Economia
L'agricoltura produceva cereali (frumento, orzo, segale, avena) e legumi (fave, lenticchie, cicerchia e piselli). Altro pilastro fondamentale dell’economia terramaricola era l’allevamento di caprovini, suini e bovini, che oltre alla carne fornivano lana (le pecore) e forza lavoro in agricoltura (i bovini).

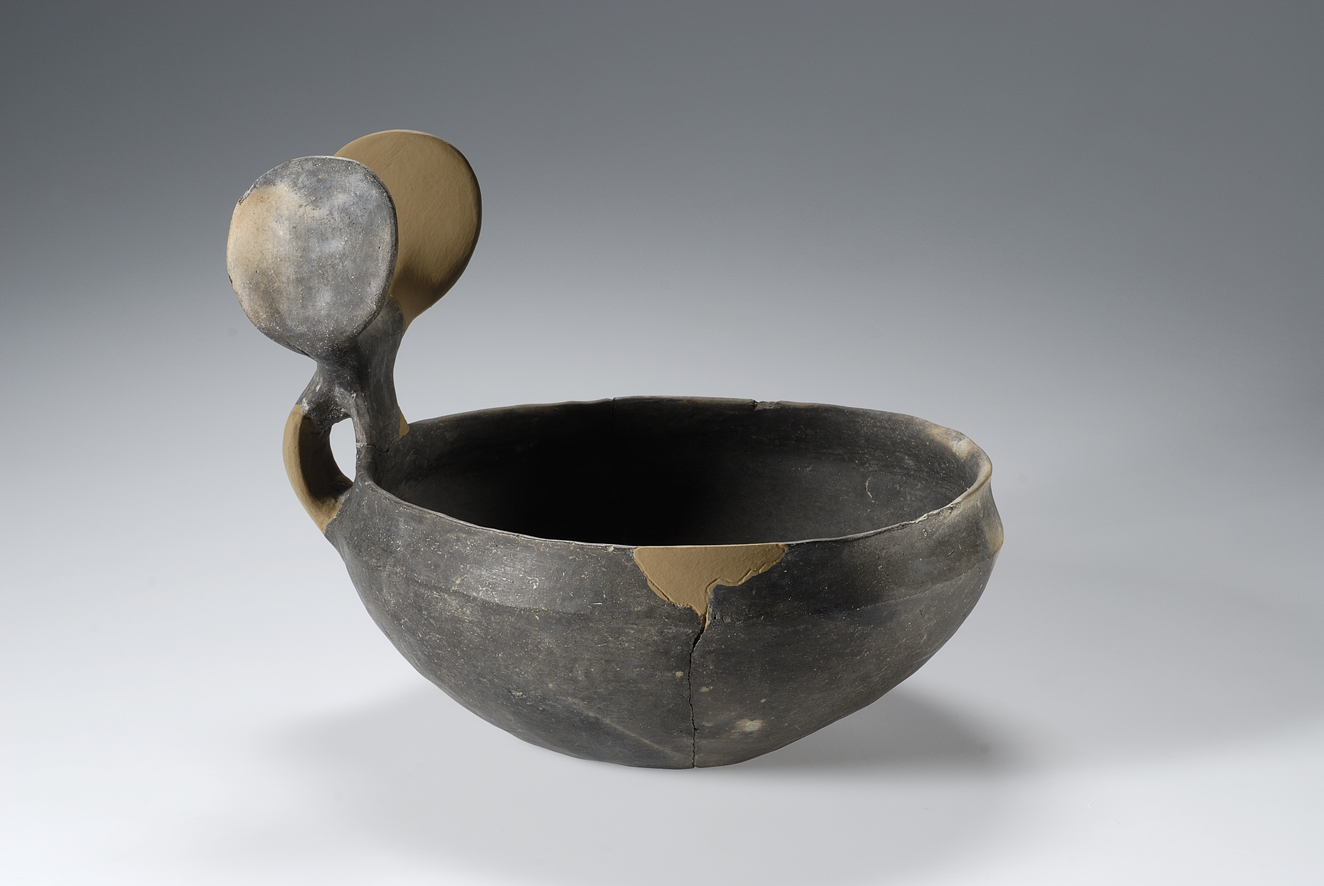
Ciotola carenata con ansa a nastro e sopraelevazione ad appendici discoidali, Terramara di Sant’Ambrogio, 1450 – 1350 a.C., Museo Civico di Modena

Importante era anche il ruolo dell'artigianato, in particolare quello correlato alla fabbricazione di oggetti in bronzo: armi (spade, pugnali e punte di lancia), utensili (asce, punteruoli, scalpelli, falcetti ecc), ornamenti e oggetti per la cura personale (spilloni, fibule, rasoi). Artigiani metallurghi specializzati erano generalmente presenti all’interno dei villaggi, dove utilizzavano attrezzature particolari (mantici terminanti con ugelli in terracotta, forme di fusione in pietra) per lo svolgimento del loro lavoro. Nella Terramara di Montale sono stati rinvenuti molti resti di questi oggetti associati a una fossa di fusione.
La produzione di ceramica era una attività artigianale fondamentale, che veniva svolta di norma a livello domestico, ma nel caso di contenitori più grandi e di maggiore complessità tecnica forse anche da artigiani specializzati. La produzione ceramica forniva agli abitanti delle terramare i vasi nei quali conservare, cucinare e consumare il cibo.
Un’altra attività artigianale particolarmente sviluppata e probabilmente di tipo semi-specialistico, se non proprio specialistico, si basava sull’utilizzo della materia dura animale ed in particolare sul corno di cervo, con cui venivano realizzati innumerevoli ornamenti, utensili ed armi.

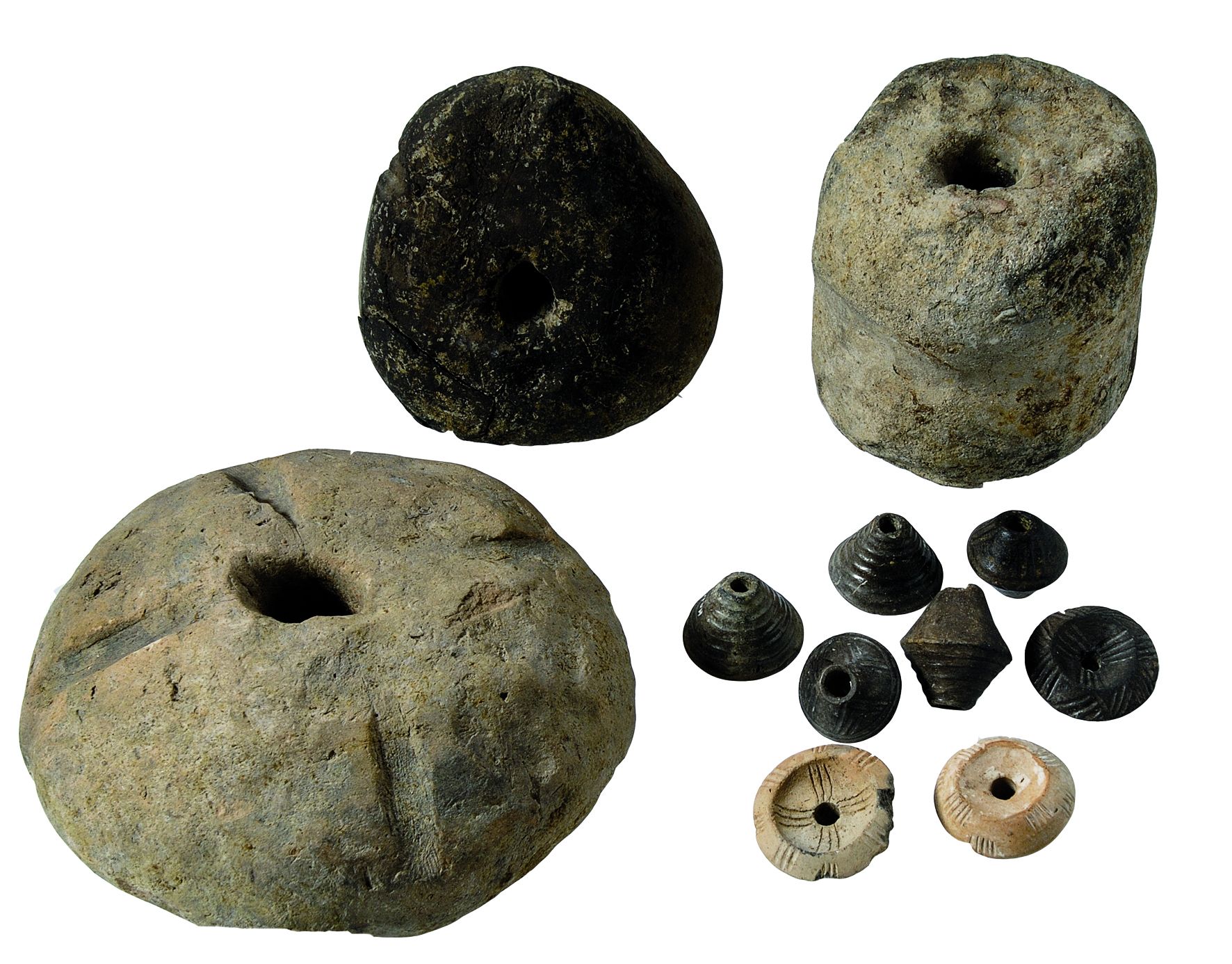
Pesi e fusaiole in ceramica dalla Terramara di Montale, Museo Civico di Modena

Legate alla produzione di lana, la filatura e la tessitura dovevano essere voci molto importanti nell’economia terramaricola. Nel caso della terramara di Montale è stato ipotizzato che vi si svolgesse una attività specializzata di filatura della lana, testimoniata da migliaia di fusaiole in ceramica. Oltre alla lana dovevano essere usate, come fibre per realizzare vestiario o tessuti, il lino e la canapa, quest’ultima forse utilizzata anche per la realizzazione di contenitori, ottenuti anche con l’intreccio di rametti di nocciolo, frassino, salice.
Gli scambi commerciali erano significativamente incentivati dalla necessità di approvvigionamento del metallo, non presente nella pianura padana. A questa attività di scambio si associavano altri beni e merci, anche di tipo “esotico” come l’ambra, che almeno in parte dovevano circolare in base a un sistema di scambio basato su norme formali, come è indicato dal ritrovamento di pesi da bilancia appartenenti a sistemi ponderali internazionali (di area egea, del Mediterraneo orientale o di altre zone d’Europa).

## Teorie sull'identità etnica
Edoardo Brizio, nel suo Epoca preistorica (1898), avanzò la teoria che la popolazione delle Terramare fosse stata l'originaria popolazione dei Liguri. Brizio riteneva che i Liguri, a un certo punto, avessero iniziato a erigere palafitte, anche se non è chiaro il motivo per cui avrebbero dovuto abbandonare i loro insediamenti di capanne, precedentemente non protetti, per delle elaborate fortificazioni. Mentre Brizio non immaginava popoli invasori fino a molto tempo dopo il periodo delle Terramare, le palafitte, i bastioni e i fossati dei siti delle Terramare sono di solito sembrati più simili a difese militari che alla prevenzione dell'inondazione durante le inondazioni regolari; per esempio, gli edifici delle Terramare di solito si trovavano su colline.
Luigi Pigorini ha proposto che una popolazione derivata dalla cultura delle Terramare sia stata una componente dominante della cultura protovillanoviana- soprattutto nelle sue fasi settentrionale e campana - e che la cultura delle Terramare sia stata una popolazione di lingua indoeuropea, gli antenati degli Italici, cioè i popoli parlanti lingue italiche. Pigorini attribuisce agli Italici anche una tradizione di abitazioni lacustri, modificata in Italia in palafitte di tipo terramare sulla terraferma.
Più recentemente, l'archeologo italiano Andrea Cardarelli ha proposto di rivalutare i resoconti greci contemporanei, come quello di Dionigi di Alicarnasso, e di collegare la cultura delle Terramare ai Pelasgi che i Greci generalmente equiparavano ai Tirreni e in particolare, quindi, agli Etruschi.

## Galleria d'immagini

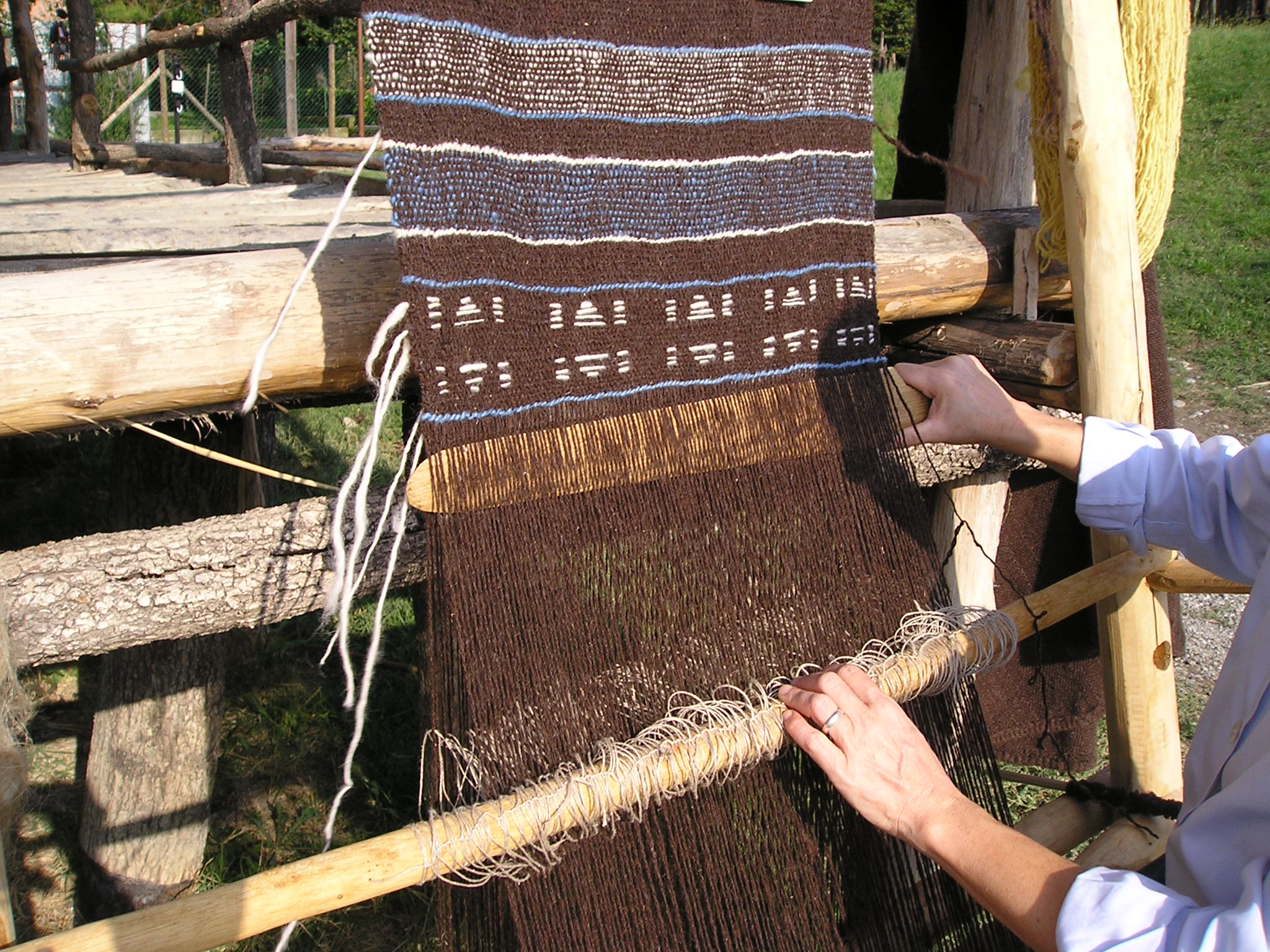
Attività sperimentale di tessitura su telaio verticale a pesi, Parco della Terramara di Montale
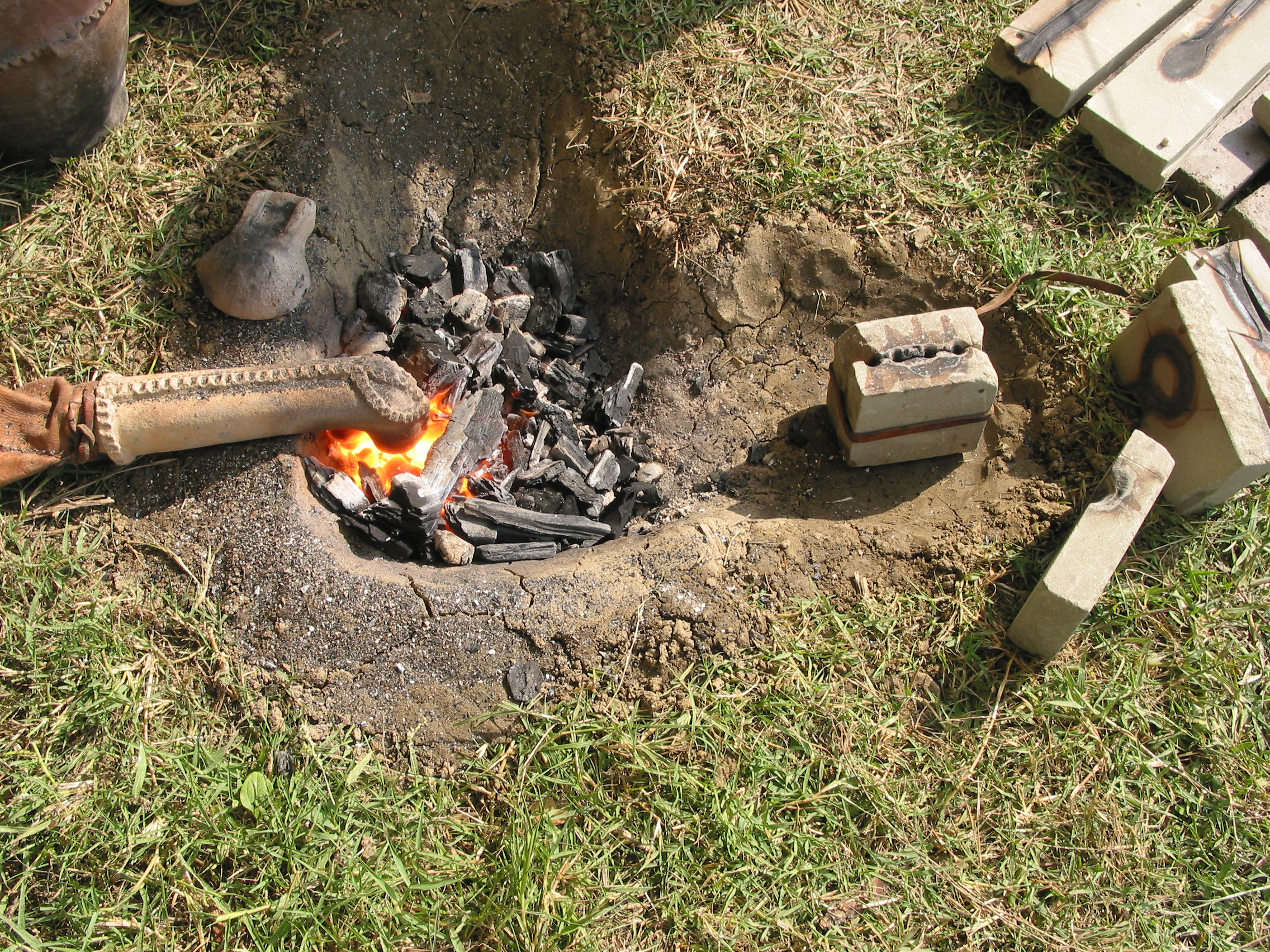
Ricostruzione di una fossa di fusione per attività di archeologia sperimentale, Parco della Terramara di Montale
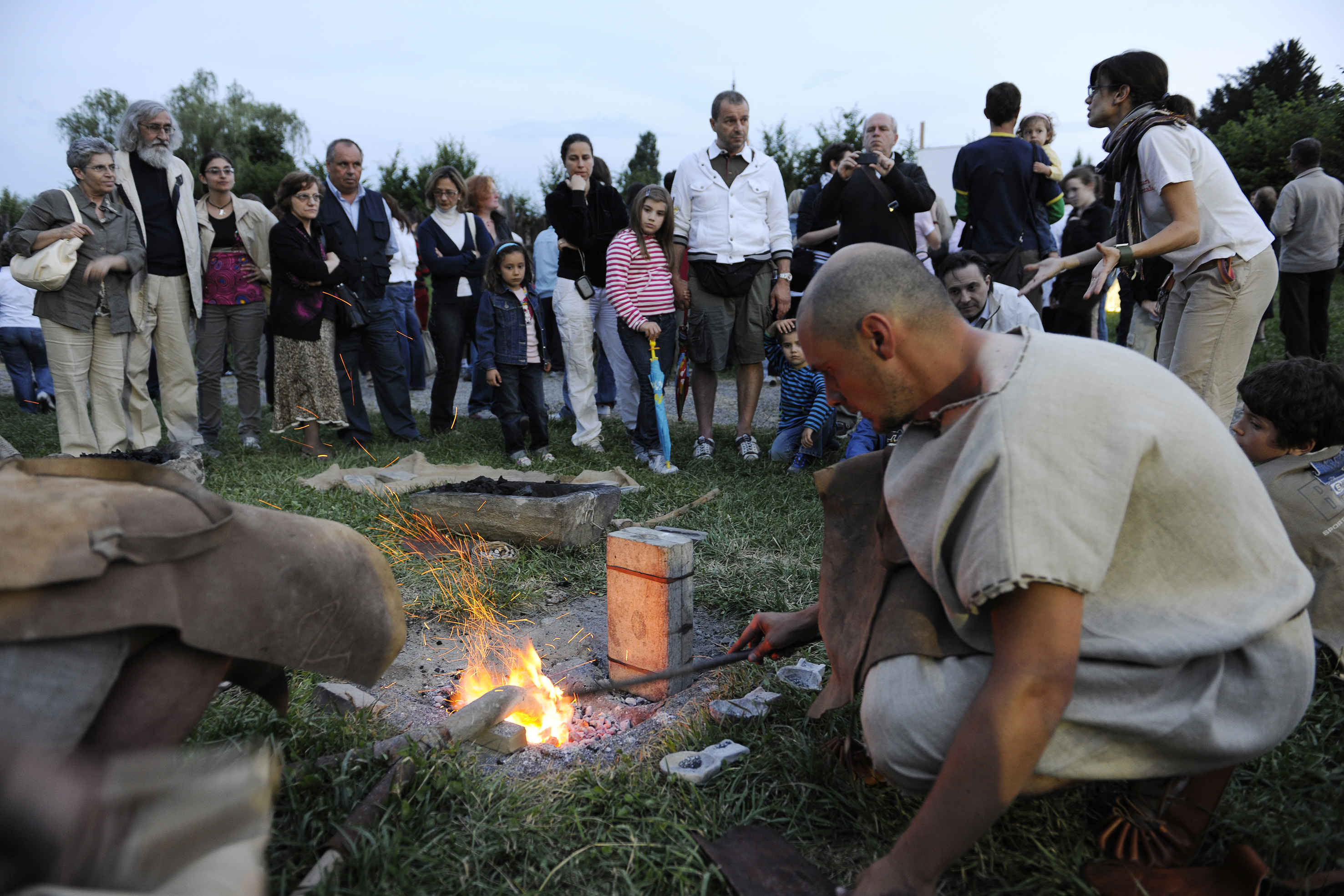
Attività sperimentale di fusione del bronzo, Parco della Terramara di Montale
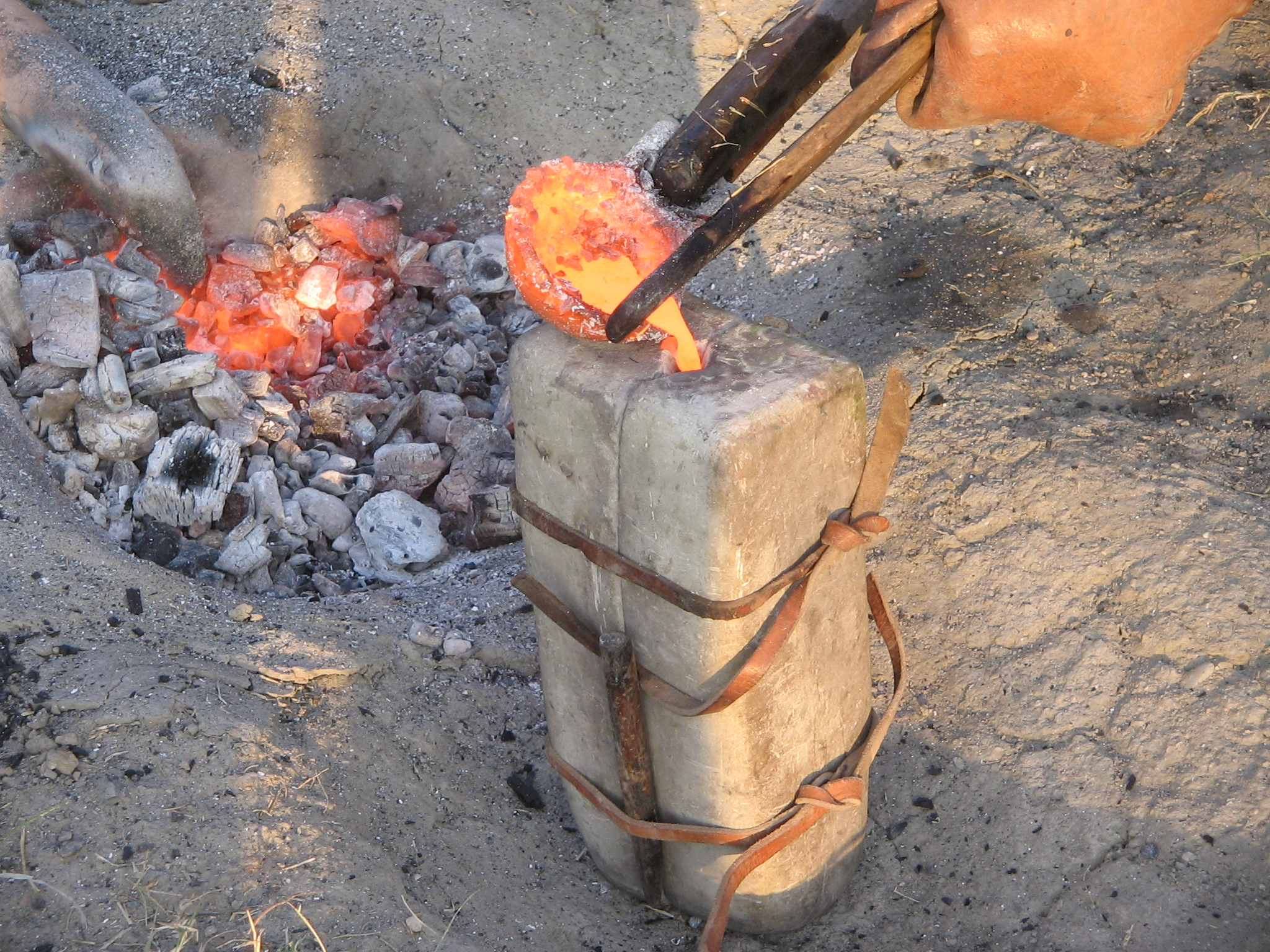
Attività sperimentale di fusione del bronzo, Parco della Terramara di Montale
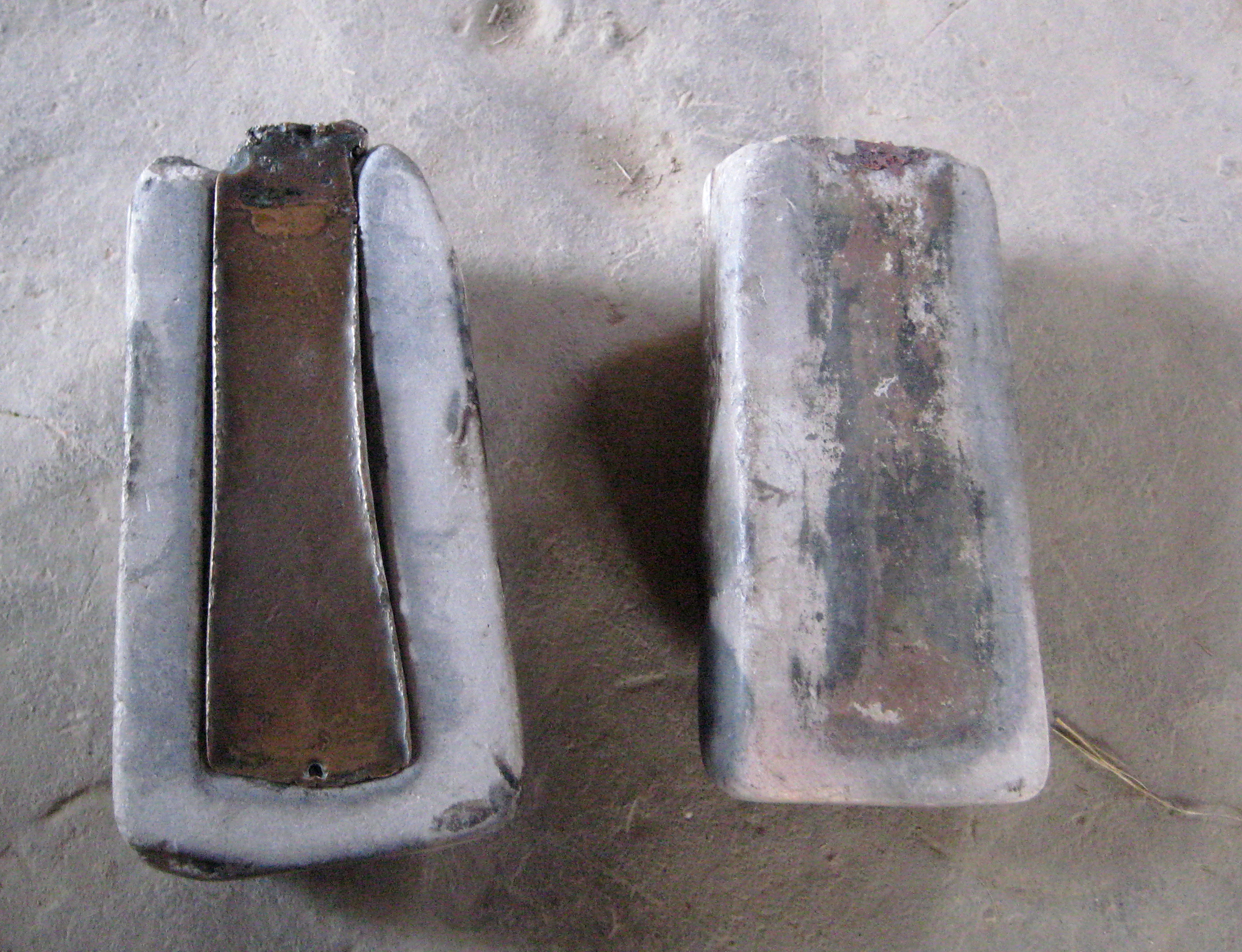
Riproduzione di una forma di fusione per ascia in bronzo, Parco della Terramara di Montale
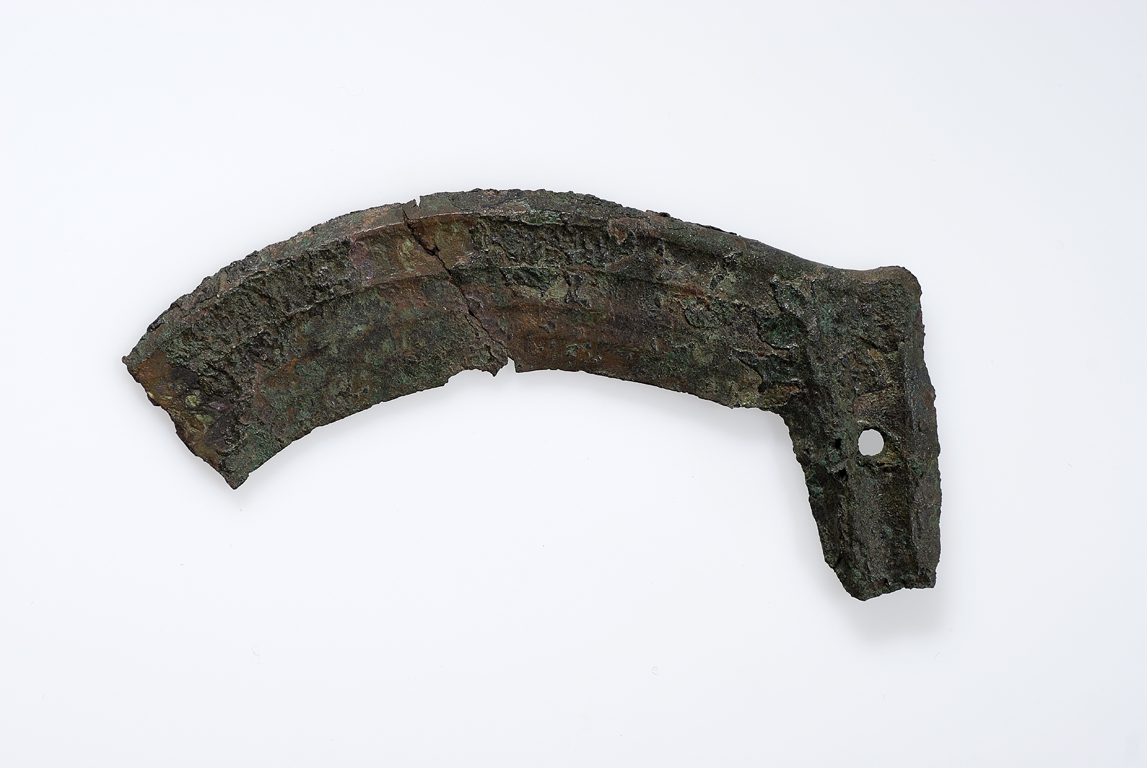
Falcetto in bronzo dalla Terramara di Gorzano, Museo Civico di Modena
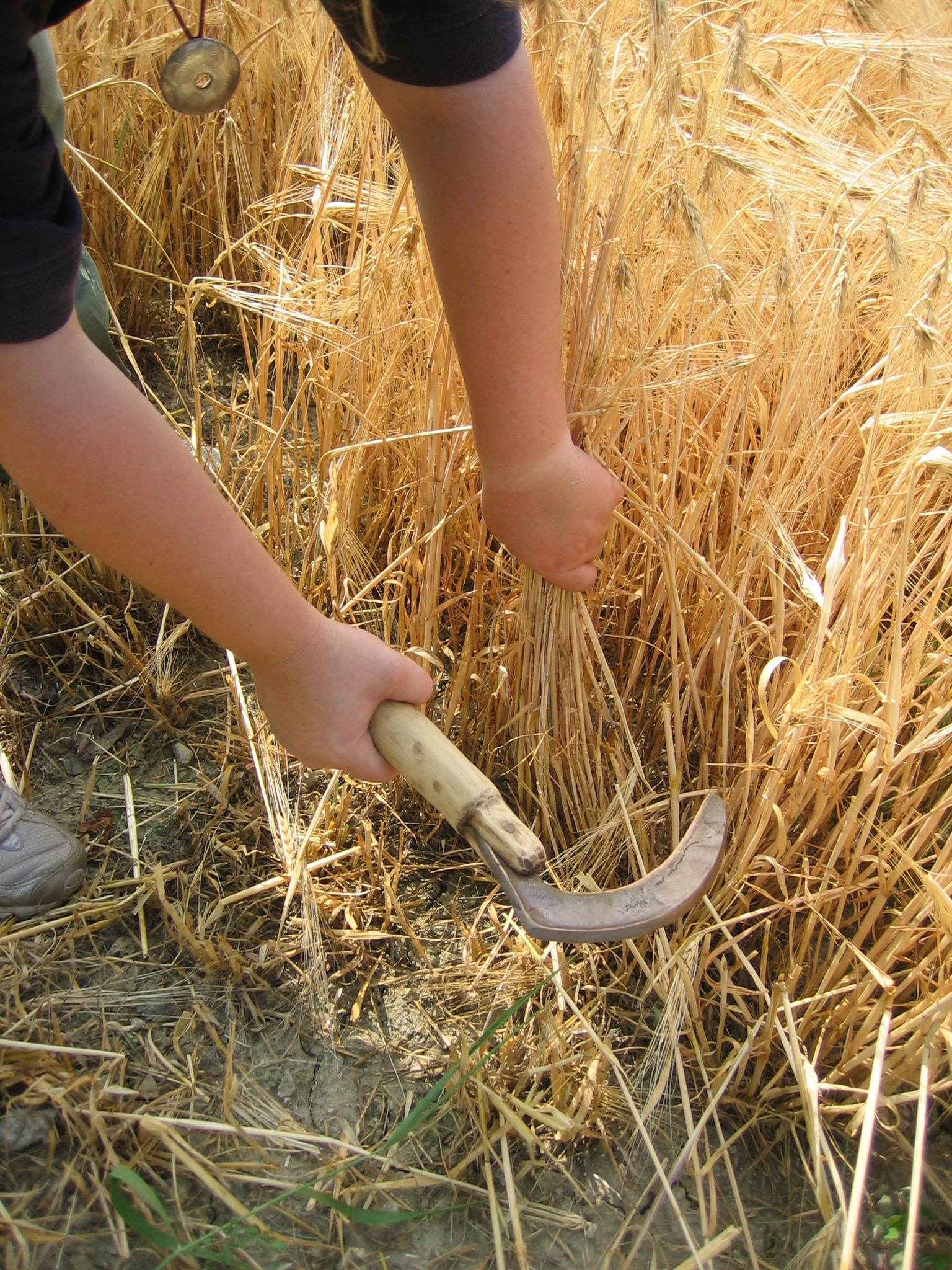
Taglio del grano con riproduzione di un falcetto in bronzo, Parco della Terramara di Montale
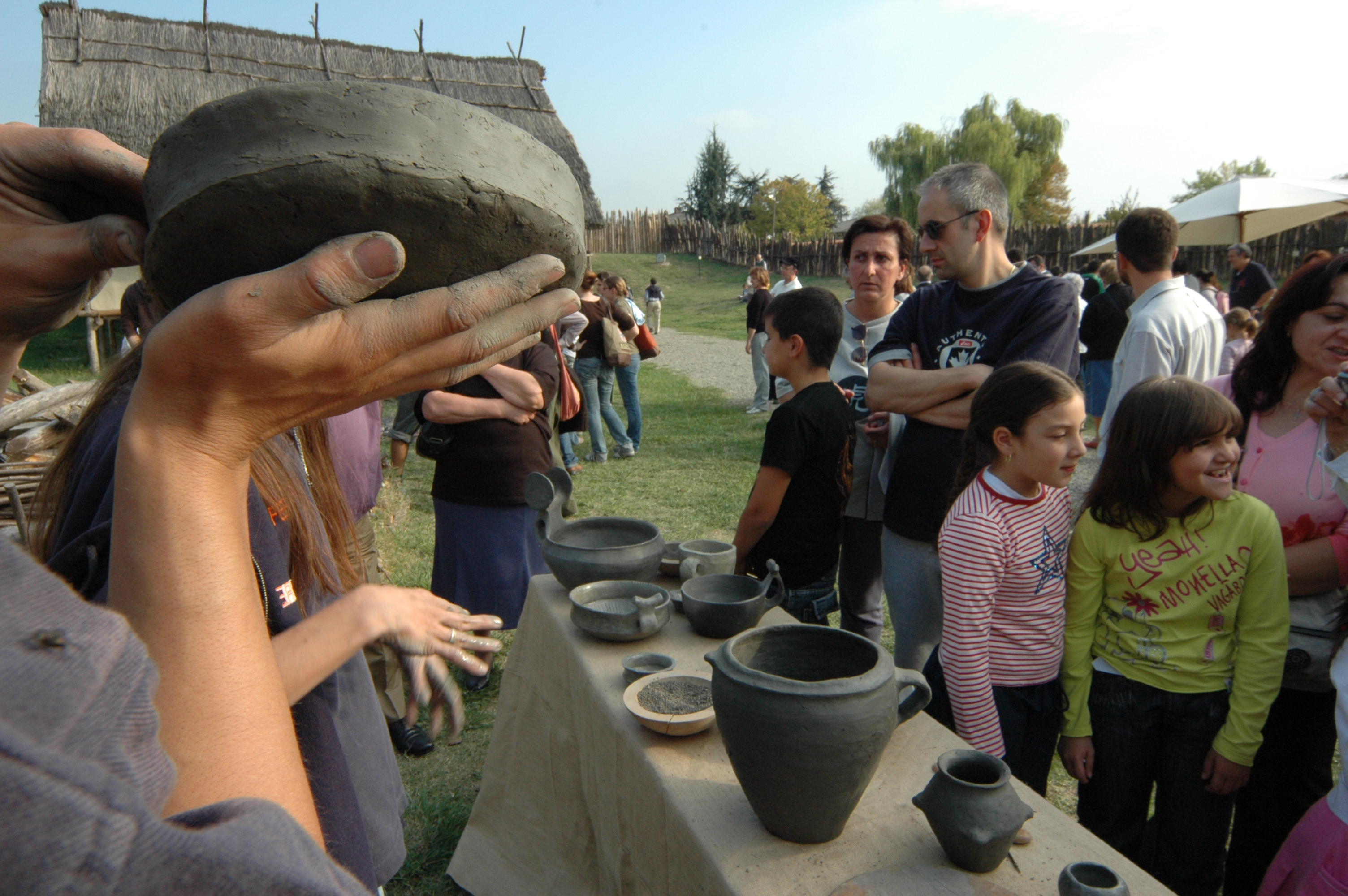
Attività sperimentale di realizzazione di forme ceramiche delle terramare, Parco della Terramara di Montale
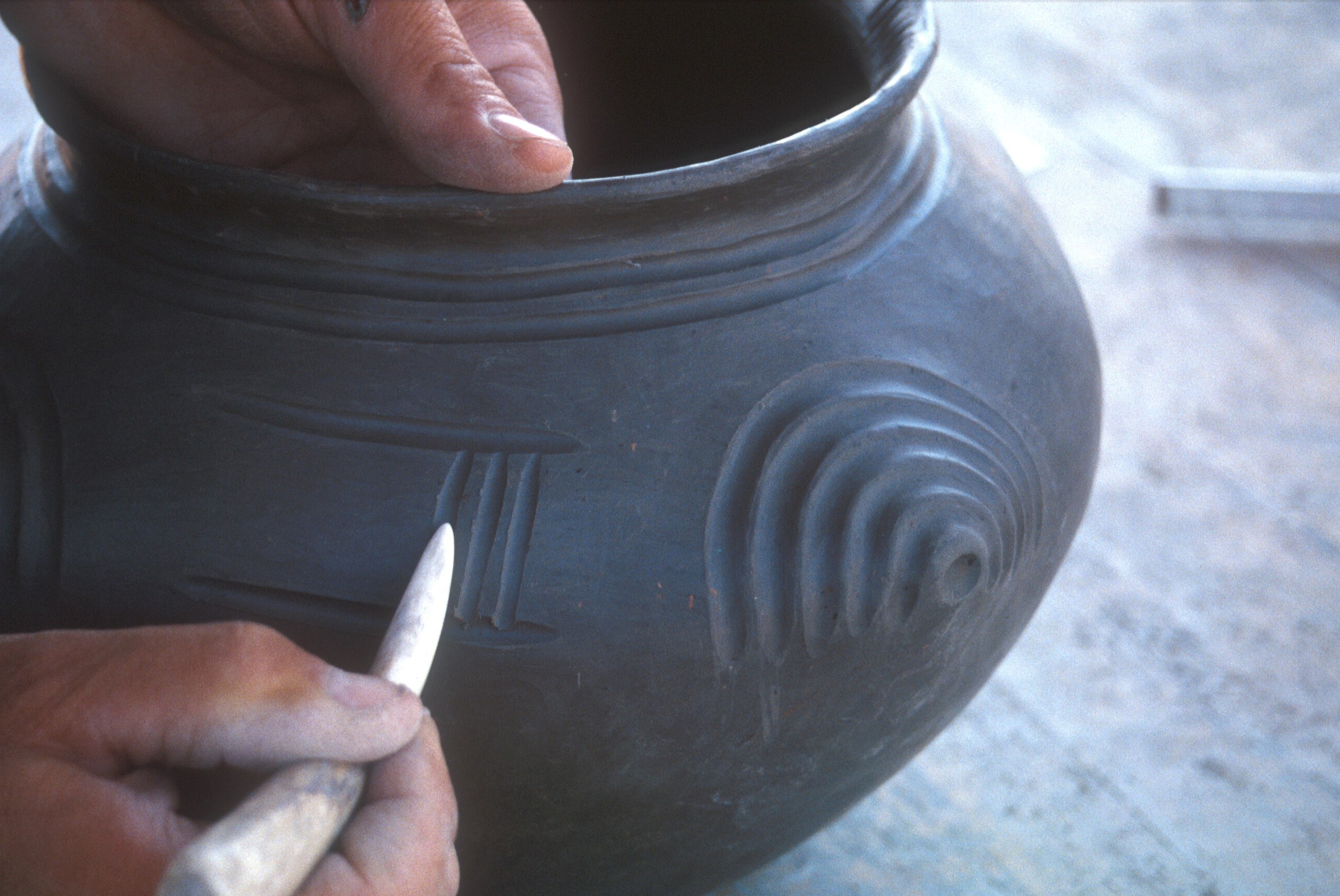
Decorazione di una forma ceramica delle terramare nel corso di attività di archeologia sperimentale, Parco della Terramara di Montale
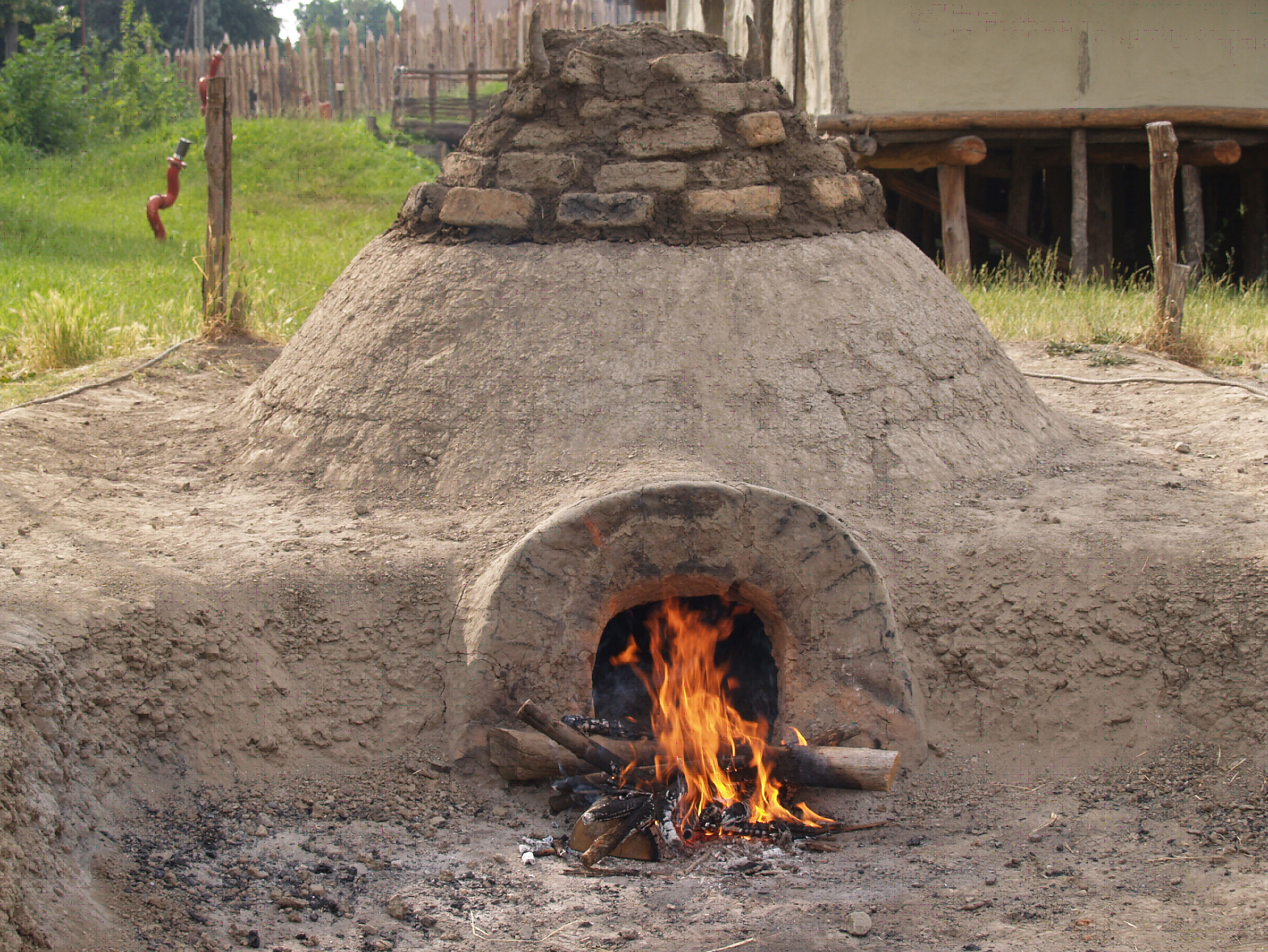
Fornace di cottura ricostruita al Parco della Terramara di Montale per la cottura sperimentale di vasi